# Rusar i hans famn
Rusar i hans famn är en svensk dramafilm från 1996 i regi av Lennart Hjulström. Filmen är baserad på Yvonne Grönings roman Kärleks pris: en berättelse om sorg.

## Handling
Kommunalrådet Tore är på tjänsteresa, då planet störtar och samtliga ombord omkommer. Hans hustru Monica tar emot dödsbudet och i återblickar skildras deras stormiga liv tillsammans med sina två barn.

## Rollista (urval)
- Gunilla Nyroos – Monica
- Reine Brynolfsson – Tore
- Anna Björk – Lena som äldre
- Alexander Lindström – Klas
- Cecilia Nilsson – mamman
- Krister Henriksson – pappan
- Sonja Hejdeman – Marianne
- Göran Ragnerstam – professorn
- Gerthi Kulle – lärarinnan
- Gunilla Abrahamsson – prästfrun
- Reuben Sallmander – den brunögde
- Niklas Hjulström – vårdaren
- Inga Ålenius – dam i butiken
- Lena Nilsson – dam i butiken
- Lars Löfgren – rektorn
- Marianne Karlbeck – bröllopspianisten
- Lennart Hjulström – tjänstemannen
- Niklas Falk – prästen
- Roland Jansson – Karl-Olof
- Stina Ekblad – recitation ur Shakespeares Lika för lika

## Om filmen
Filmen spelades in mellan den 15 maj och den 20 juli 1995 och hade premiär den 20 september 1996. Den är tillåten från 7 år.
I verkligheten inträffade en flygolycka i Oskarshamn den 8 maj 1989. Bland de omkomna fanns det socialdemokratiske kommunalrådet Egon Gröning (1938–1989) från Norberg, som var gift med journalisten Yvonne Gröning. Egon Gröning kämpade enträget för det lilla samhället trots motgångarna med nedläggningen av Bergslagens gruvor. Yvonne Gröning skrev romanen Kärleks pris: en berättelse om sorg till följd av olyckan.
Filmen släpptes på video i augusti 1997 och har även visats i SVT1, bland annat 1999, 2003, i augusti 2022 och i oktober 2024.

## Musik i filmen
- "Arbetets söner", musik: Nils Peter Möller, text: Henrik Menander
- "Don't Be Cruel (to a Heart That's True)", svensk titel: Natt och dag, musik och engelsk text: Otis Blackwell, Elvis Presley, svensk text: Margot Borgström
- "Too Young", svensk titel: "För ung", musik: Sid Lippman, engelsk text: Sylvia Dee, svensk text: Nils Perne, Sven Paddock, sång: Gunilla Nyroos
- "An der schönen blauen Donau", op. 314, musik: Johann Strauss den yngre
- "Ja, må han leva!"
- "Pennsylvania 6-5000", musik: Jerry Gray, text: Carl Sigman
- "En afton på Öljaren", musik: Philip Widén, text: Oleg Quist
- "Du gamla, du fria", text: Richard Dybeck, sång: Alexander Lindström, Gunilla Nyroos

## Mottagande
Kritikerna var allmänt positiva. Särskilt Gunilla Nyroos och Reine Brynolfsson fick beröm för sina roller. Även fotot berömdes.

## Utmärkelser
- Gunilla Nyroos nominerades till en Guldbagge 1997 i kategorin bästa kvinnliga huvudroll för sin insats i filmen.